# Jonathan Charney
Jonathan I. Charney (* 1943 in New York City; † 7. September 2002 in Nashville, Tennessee) war ein amerikanischer Jurist und Professor an der Vanderbilt University.

## Leben
Seine universitäre Ausbildung erhielt Charney an der New York University, wo ihm 1965 der Bachelor of Arts verliehen wurde. Hieran schloss sich ein Promotionsstudium an der University of Wisconsin an, das er 1968 erfolgreich abschloss. In dieser Zeit war er unter anderem Mitarbeiter der Law Review der Hochschule. Nach Abschluss seiner Ausbildung arbeitete er zunächst für das Justizministerium der Vereinigten Staaten. Als Mitarbeiter und Abteilungsleiter in der Abteilung für erneuerbare Energien war er unter Richard Nixon wesentlich an der Ausarbeitung der Positionen der Vereinigten Staaten bei der Konferenz zum Seerechtsübereinkommen beteiligt. An dieser Konferenz nahm Charney als Mitglieder der amerikanischen Delegation teil. 1972 wechselte er als Dozent an die Vanderbilt University. Dort erhielt er 1978 einen Ruf auf eine Professur. Den Schwerpunkt seiner Arbeit bildete das Völkerrecht. 1998 hielt er eine Vorlesung an der Haager Akademie für Völkerrecht. Neben seiner akademischen Tätigkeit beriet er die Regierungen verschiedener Staaten zu Fragen des Völkerrechts. Er war verheiratet und Vater von drei Kindern.

## Mitgliedschaften und Auszeichnungen
Charney war unter anderem Mitglied des American Law Institute und des Council on Foreign Relations. Daneben engagierte er sich in der American Bar Association und gehörte der International Law Association an. Darüber hinaus war er Mitherausgeber zahlreicher Fachzeitschriften. Zwischen 1998 und 2002 hatte Charney zudem die Position des Chefredakteurs des American Journal of International Law inne. Er war Mitglied des Order of the Coif.

## Publikationen (Auswahl)
- Anticipatory humanitarian intervention in Kosovo. In: The American journal of international law. Vol. 93 (1999), ISSN 0002-9300, S. 834–841.
- Resolving Cross-Strait relations between China and Taiwan. In: The American journal of international law. Vol. 94 (2000), ISSN 0002-9300, S. 453–477.
- International criminal law and the role of domestic courts. In: The American journal of international law. Vol. 95 (2001), ISSN 0002-9300, S. 120–124.